# Cincinnati Zoo and Botanical Garden
De Cincinnati Zoo and Botanical Garden in Cincinnati (Ohio) is de op een na oudste dierentuin van de Verenigde Staten. Hij is geopend in 1875. De Philadelphia Zoo ging veertien maanden eerder open, op 1 juli 1874. Het reptielenhuis is het oudste gebouw in de Verenigde Staten waar dieren worden gehouden en dateert van 1875. De dierentuin is lid van de Association of Zoos and Aquariums.
Het is tevens een botanische tuin. De botanische tuin is aangesloten bij Center for Plant Conservation, een non-profit netwerk van meer dan dertig botanische instituten, dat zich richt op de bescherming en het herstel van de inheemse flora van de Verenigde Staten. Tevens is de botanische tuin aangesloten bij de American Public Gardens Association en Botanic Gardens Conservation International, een wereldwijd netwerk van botanische tuinen dat zich richt op het behoud van de biodiversiteit van planten. Ook is de tuin aangesloten bij de Plant Conservation Alliance (PCA), een samenwerkingsverband dat zich richt op de bescherming van planten die van nature voorkomen in de Verenigde Staten.

## Bijzondere dieren
De zoo werd opgericht op 260.000 m² in het midden van de stad en heeft sindsdien sommige van de omliggende huizenblokken verworven en enkele reservaten in de buitenwijken van Cincinnati. Door de ligging van de dierentuin in het centrum van de stad onderscheidt hij zich van andere Amerikaanse dierentuinen die in de buitenwijken van de stad liggen. De dierentuin met de bijnaam 'The Sexiest Zoo in America' ('de meest sexy dierentuin van Amerika') is wereldwijd vermaard vanwege zijn fokprogramma's, vooral die voor jachtluipaarden. Door de geboorte van een bonobo in de dierentuin in 2003 is het aantal bonobo's in Amerikaanse dierentuinen gestegen tot zestig, waarvan er zich zeven bevinden in de Cincinnati Zoo. In de Cincinnati Zoo heeft ook de geboorte van Martha, de laatste levende trekduif plaatsgevonden, die hier in 1914 is overleden. In 1918 overleed ook de laatst levende Carolinaparkiet in de dierentuin.

## Bezienswaardigheden
Grote bezienswaardigheden zijn onder andere 'Manatee Springs' ('bassin met lamantijnen'), een binnenruimte met zeeleven uit Florida), 'Vanishing Giants'(een buitenruimte voor olifanten en giraffes die geschonken is door de voormalige eigenaar van de Cincinnati Reds, Marge Schott), 'Kroger Lords of the Arctic' (ijsberen, vernoemd naar de sponsor, een Amerikaanse supermarktketen die zijn hoofdkantoor heeft in de stad), 'World of the Insects' ('wereld der insecten'); 'Jungle Trails'; 'Wings of the World' en de Sumatraanse neushoorn. Er worden meer dan 700 soorten gehouden in de Cincinnati Zoo.
De dierentuin staat bekend vanwege zijn educatieve programma's. Het voormalige hoofd onderwijs Barry Wakeman heeft meerdere programma's ontwikkeld die voorbeelden waren voor andere dierentuinen.
Het Cincinnati Symphony Orchestra en de Cincinnati Opera houden soms openluchtconcerten in de dierentuin wat vaak begeleid wordt door het gebrul van de leeuwen. Omdat de Symphony en de Opera er niet meer vaak optreden is er een paviljoen waar er nog drie tot vier keer per jaar concerten worden gegeven.